# Miqat
Mīqāt al-ḥaram (arabe : ميقات الحَرَم, « lieu déterminé de l'enceinte sacrée ») désigne cinq lieux qui dessinent un cercle autour de la Mecque et à partir desquels les pèlerins en route pour le hajj (grand pèlerinage) ou la oumra ( petit pèlerinage), doivent revêtir l'ihrām, le vêtement de pèlerin. Quatre de ces stations sont considérées comme ayant été établies par Mahomet (le prophète Mohammed SAÂWS), et la cinquième (Dhāt 'Irq ) par le calife  'Umar Ibn Al-Khattâb.  
Une sixième fut ajoutée plus tard à l'intention des voyageurs venus d'Inde et de plus loin. 

## Les stations
Ces stations sont : 
- Dhu 'l-Hulayfa : pèlerins venant de Médine
- Juhfa : pèlerins venant de Syrie
- Dhāt 'Irq : pèlerins venant d'Irak
- Qarnu 'l-Manāzil (ou As-Sayl al-Kabīr) : pèlerins venant du Najd
- Yalamlam : pèlerins venant du Yémen
- Ibrahīm Mursīa : pèlerins arrivant par l'Océan Indien

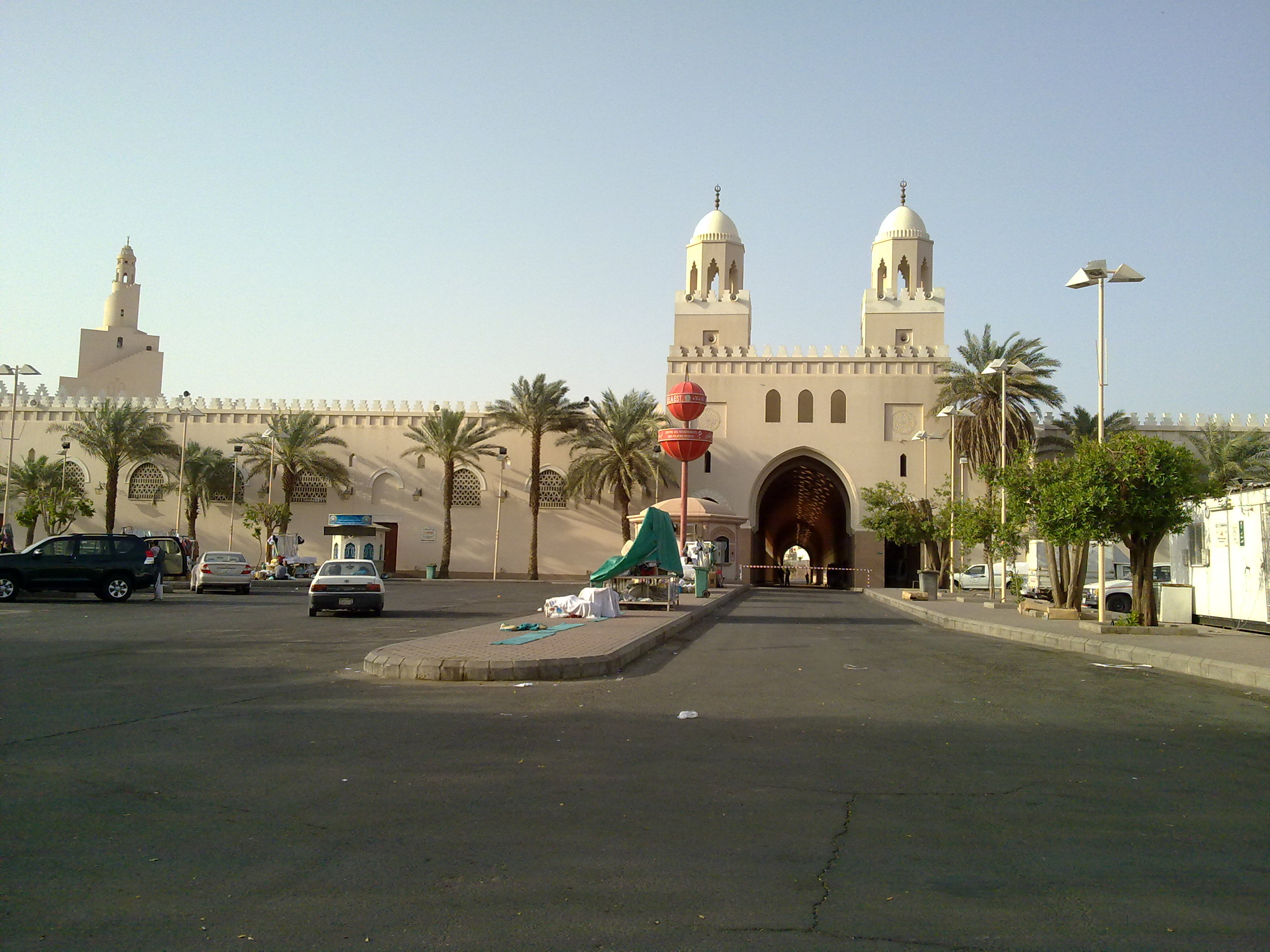
Miqât de Dhu 'l-Hulayfa
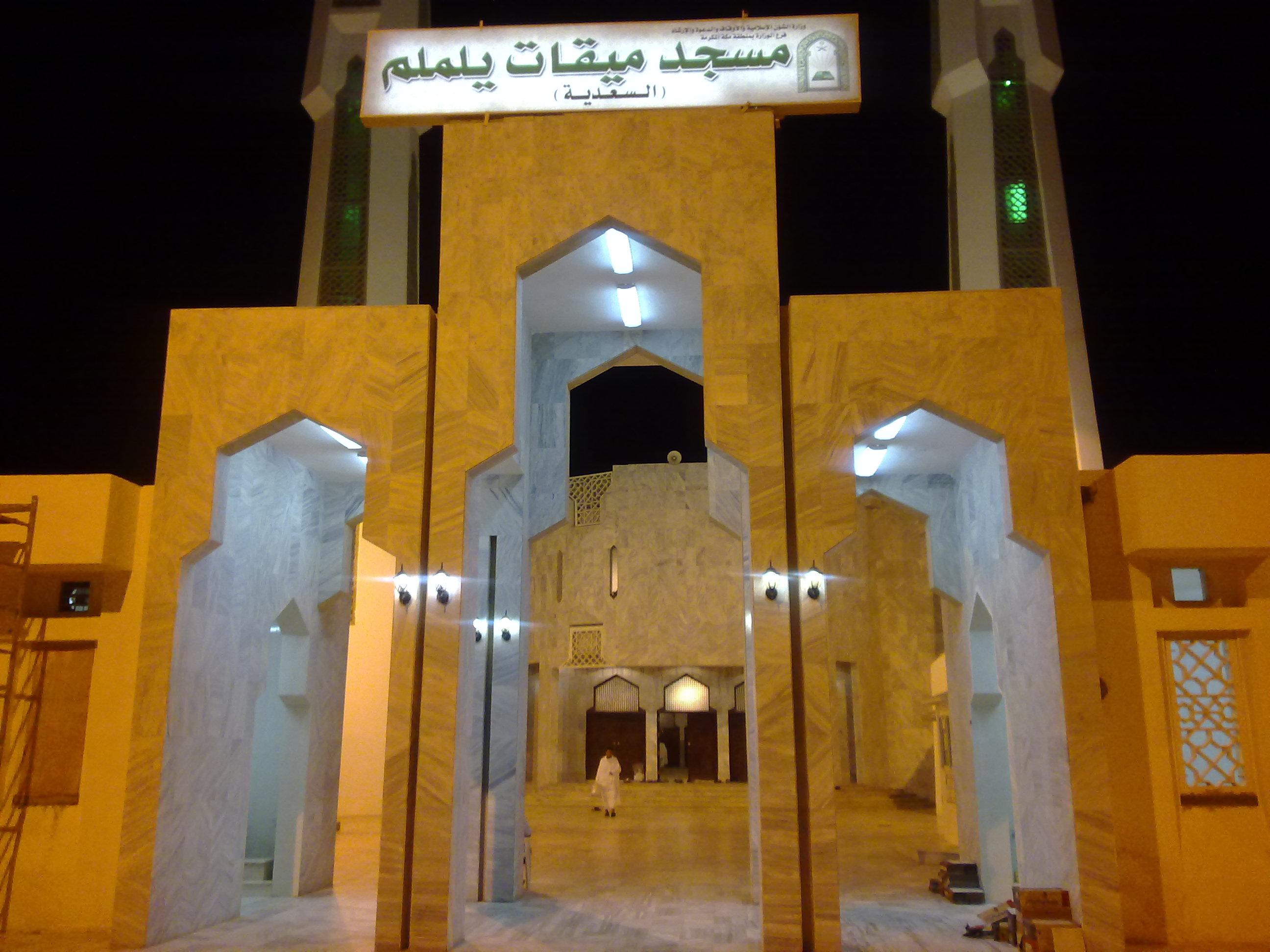
Miqât de Yalamlam
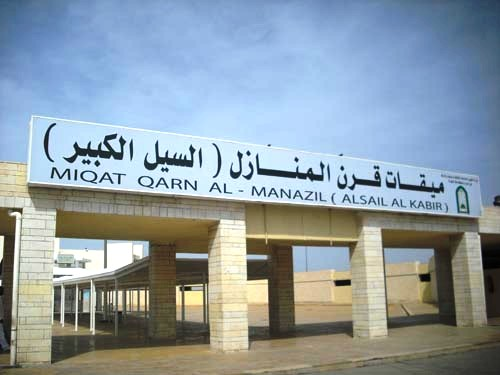
Miqât de Qarnu 'l-Manāzil